# Marko Vukasović
Marko Vukasović (sinh 10 tháng 9 năm 1990 ở Cetinje, Montenegro, Nam Tư) là một cầu thủ bóng đá Montenegro, thi đấu cho Vojvodina.